# Олдерни
Олдерни (енгл. Alderney, фр. Aurigny, олд. Aoeur'gny) је најсеверније острво из групе Каналских острва. Административно је део крунског поседа Гернзи. Главни град је Света Ана.
Острво је дуго 5 km а широко 3 km са укупном површином од 8 km².
На Олдернију живи 1.903 становника (2013).